# Koo Kien Keat
Koo Kien Keat (chiń. upr. 古健杰; chiń. trad. 古健傑; pinyin Gǔ Jiànjié; ur. 18 września 1985 w Ipoh) – malezyjski badmintonista pochodzenia chińskiego, srebrny i trzykrotny brązowy medalista mistrzostw świata, dwukrotny olimpijczyk (2008, 2012).
Największym sukcesem badmintonisty jest wicemistrzostwo świata w deblu w 2010 roku w Paryżu i brązowy medal podczas mistrzostw świata w Anaheim w 2005 roku (z Chan Chong Ming) oraz cztery lata później podczas mistrzostw świata w Hajdarabadzie w grze podwójnej (z Tan Boon Heong). Zdobył też brąz w grze mieszanej w mistrzostwach świata w Madrycie w 2006 roku (z Wong Pei Tty).
Na jego dorobek medalowy składają się też medale igrzysk Wspólnoty Narodów (2006, 2010) oraz igrzysk azjatyckich (2006, 2010).